# Purgatorio - Canto ventinovesimo

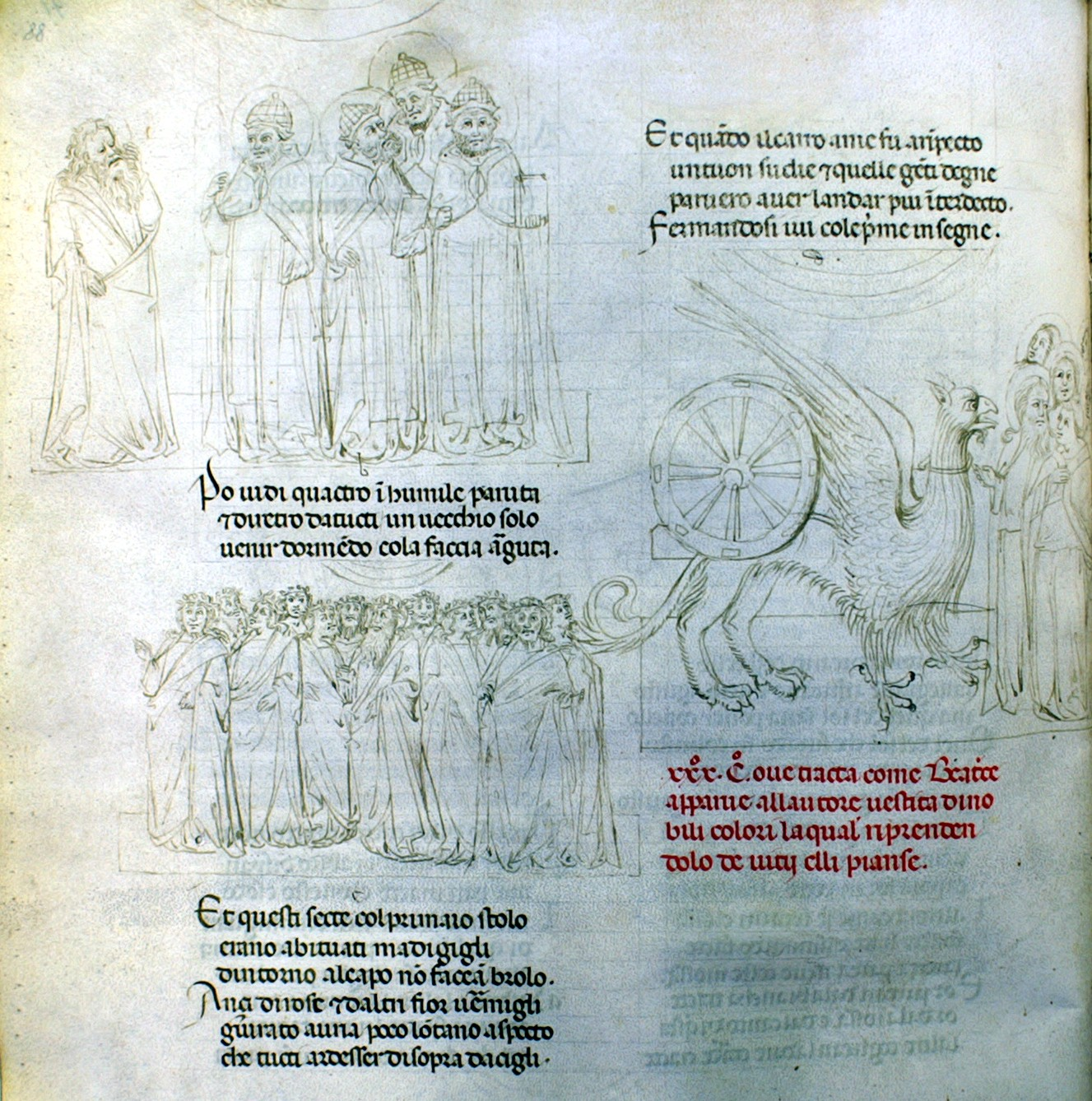
Il Canto XXIX, Codex Altonensis

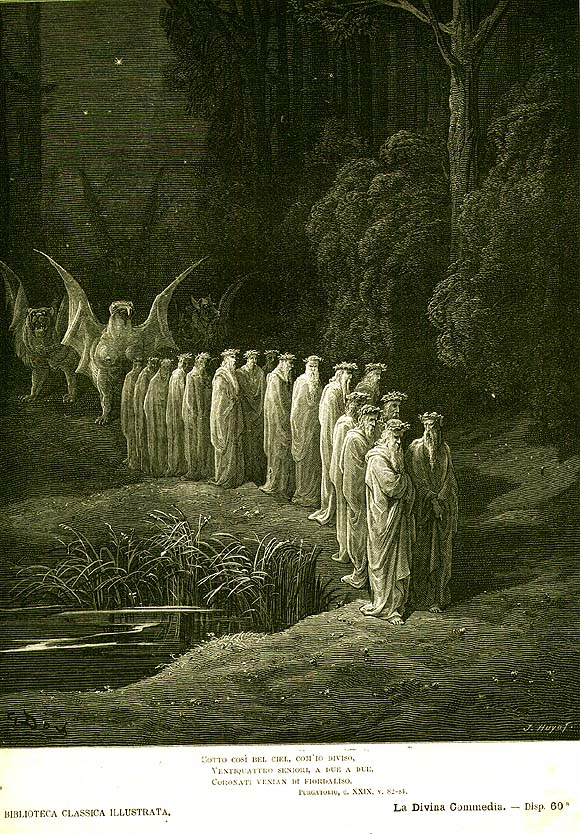
I ventiquattro vecchi, illustrazione di Gustave Doré

Il canto ventinovesimo del Purgatorio di Dante Alighieri si svolge nel Paradiso terrestre, in cima alla montagna del Purgatorio, dove le anime che hanno compiuto l'espiazione si purificano prima di accedere al Paradiso; siamo nel mattino del 13 aprile 1300, o secondo altri commentatori del 30 marzo 1300.

## Incipit
(Anonimo commentatore dantesco del XIV secolo)

## Temi e contenuti
- La processione simbolica - versi 1-36
- I sette candelabri - vv. 37-60
- I ventiquattro vecchi - vv. 61-87
- Il carro trionfale e il grifone - vv. 88-120
- Le sette donne e i sette vecchi - vv. 121-154

## Sintesi
Seguendo Matelda che canta il salmo XXXI, Dante cammina in senso contrario al corso del fiume Lete, finché la donna lo invita ad osservare e ascoltare. Improvvisamente compare una viva luce, come di un lampo che però non scompare, accompagnato da una dolce melodia; Dante pensa con sdegno al peccato di Eva, senza il quale tali bellezze del paradiso terrestre sarebbero state gustate da tutti gli uomini. Poi, tra gli alberi del giardino il cielo si fa rosso, mentre la dolce melodia viene ormai riconosciuta come un coro. Dante poeta chiama in aiuto le Muse per poter esprimere ciò che gli è apparso.
Inizia qui la lunga e complessa processione ispirata alla simbologia biblica.

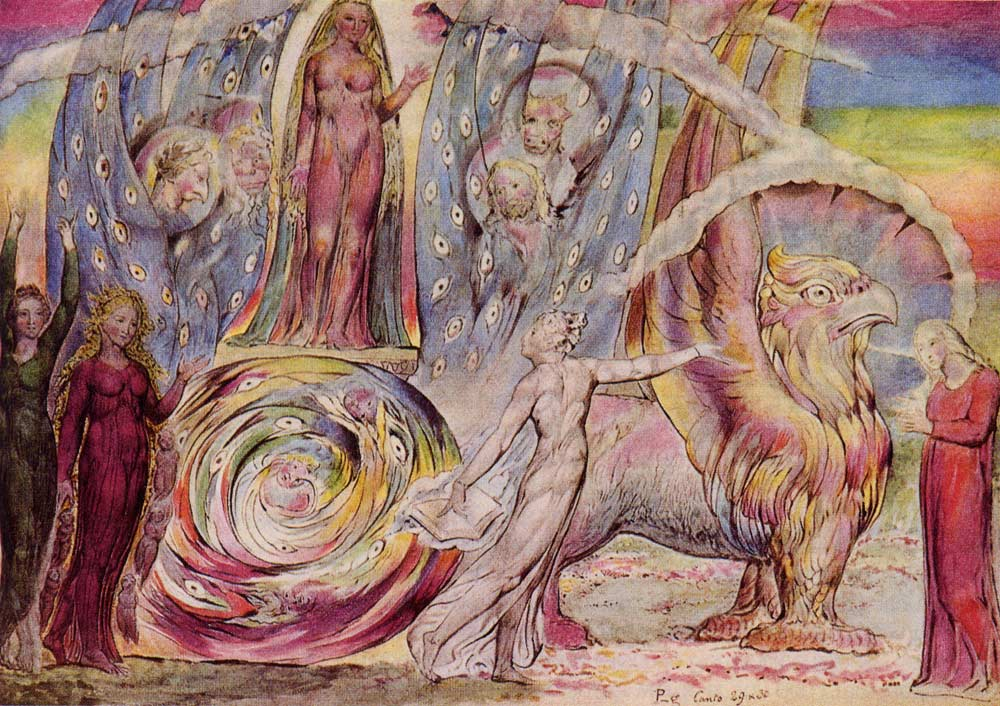
Beatrice mostra la via a Dante, con la processione angelica - Illustrazione di William Blake della Divina Commedia

Compaiono prima di tutto sette alberi d'oro, che, una volta più vicini, si mostrano meglio come sette candelabri (i sette doni dello Spirito santo). Dietro ad essi vengono ventiquattro vecchi vestiti di bianco (i libri dell'Antico testamento); i candelabri intanto procedono lasciando dietro di sé scie luminose dei colori dell'arcobaleno.
Quando lo spazio di là dal fiume di fronte a Dante è lasciato libero dai vecchi, si presentano quattro animali con verdi fronde sul capo, che simboleggiano i Vangeli. Hanno ciascuno sei ali, con le penne "piene d'occhi"; Dante invita il lettore che voglia capir meglio a leggere nel libro di Ezechiele la descrizione completa.
In mezzo ai quattro animali si trova un carro trionfale a due ruote trainato da un grifone. Questo procede con le ali alzate, senza fendere le scie colorate lasciate dai candelabri. Le ali si levano tanto in alto da sfuggire alla vista; il corpo del grifone è d'oro nelle membra di aquila e bianco e rosso nelle membra di leone. Il grifone rappresenta Cristo, nelle sue due nature, umana (il leone) e divina (l'aquila). La bellezza del carro trionfale è superiore a quella dei carri trionfali dei grandi condottieri romani e addirittura a quella del carro del Sole.
Vicino alla ruota destra del carro tre donne danzano: sono le Virtù teologali, distinte dai tre colori: rossa la Carità, verde la Speranza, bianca la Fede. A sinistra danzano quattro donne vestite di porpora (sono le Virtù cardinali).
Dietro a questo gruppo compaiono due vecchi, diversi nell'abito ma uguali nell'atteggiamento dignitoso. Uno sembra un medico, seguace di Ippocrate (potrebbe essere Luca, autore degli Atti degli Apostoli, al quale si attribuiva la professione di medico); l'altro brandisce una spada aguzza (come si raffigura comunemente Paolo di Tarso: simboleggia le sue Lettere). Seguono quattro uomini dall'aspetto modesto (le lettere di Pietro, Giovanni, Giacomo e Giuda).
La processione è chiusa da un vecchio dal viso intenso, che avanza come dormendo (rappresenta l'Apocalisse, ultimo libro del Nuovo Testamento). Tutte queste figure sono vestite come i ventiquattro vecchi venuti prima del carro, ma intorno alla testa non hanno corone candide di gigli bensì corone di rose e altri fiori rossi (allusione allo spirito di carità). La processione si arresta quando il carro è esattamente di fronte a Dante.

## Analisi
Il canto, costruito in modo elaborato e solenne e fittamente intessuto di richiami alle Sacre Scritture, presenta indubbiamente alcune difficoltà di lettura e di interpretazione, a cominciare dall'identità della donna (Matelda) che con le sue movenze e il suo canto guida Dante verso il luogo della imminente visione. Questa si snoda con colori molteplici e brillanti, con diversi effetti di luce e di suono e con varietà di forme allusive a significati allegorici.
Quando questo corteo sorprendente e a suo modo affascinante si arresta, con il nucleo centrale proprio di fronte a Dante, è manifesto il senso dell'attesa di un evento particolarmente alto e sacro, anzi legato alla condizione di Dante come pellegrino arrivato ormai alla vetta del Purgatorio. L'evento, ovvero l'apparizione di Beatrice, si manifesterà però solo nel canto successivo. La processione tornerà in primo piano nel canto trentaduesimo.
Nei versi 37-42 Dante esprime una invocazione alle Muse, perché lo aiutino a "mettere in versi" cose "forti a pensare" ovvero difficili anche solo a immaginarsi; all'invocazione unisce il ricordo di sacrifici e patimenti sopportati per amore della poesia. per rappresentare degnamente ciò che vede, Dante ricorre non solo, come si è visto, al costante richiamo alla Bibbia, ma anche a similitudini tratte dalla cultura classica: dagli occhi di Argo ai cortei trionfali di Scipione Africano o di Augusto; dal carro del Sole alla citazione di Ippocrate.